# Fünftes Rad am Wagen
Fünftes Rad am Wagen ist ein zweiteiliges Fernsehspiel aus dem Jahr 1965, basierend auf Tatsachen und verfasst von Werner Röwekamp. Das Drama beleuchtet einen Justizskandal in der Stadt Münster während der 1960er Jahre. Die Ausstrahlung besteht aus den Teilen Der Fall Blomert und Die Affäre Weigand.

## Inhalt
Die Handlung führte nach Münster in Westdeutschland und beleuchtet und beleuchtet den bis dato größten Justizskandal dieser Stadt. Hier wurde am 25. August 1961 der Rechtsanwalt Paul Blomert, der noch ein Gewehr im Arm hielt, in seiner Wohnung mit einer Schussverletzung aufgefunden. Er arbeitete in einer Rechtsanwaltskanzlei des Münsteraner Oberbürgermeisters Peus, von welchem er aufgefordert wurde, binnen vier Wochen seine privaten Verhältnisse in Ordnung zu bringen, denn Preus befand sind gerade mitten im Wahlkampf zur Bundestagswahl und hatte Sorge um seine Reputation. Blomert wurde sofort ins Krankenhaus gebracht, verstarb aber nach kurzer Zeit. Als Todesursache wurde „Unglücksfall“ angegeben. Auch wenn die Kreise, in denen Blomert verkehrte diesen „bedauerlichen Vorfall“ eher als peinlich, in Bezug auf ihr Ansehen empfand und die zuständige Staatsanwaltschaft einen Mord als Todesursache ausschloss, da Blomert drei Abschiedsbriefe hinterließ, gab es seitens Blomerts Familie Zweifel. Insbesondere Blomerts Vater und zwei seiner Brüder bezweifelten die Theorie von Unglücksfall bzw. Selbstmord. Für sie deutete alles auf einen gewaltsamen Tod durch Fremdeinwirkung, sodass eine entsprechende Anzeige erstattet wurde. Die Blomerts hatten jedoch Probleme einen Rechtsanwalt zu finden, der ihr Anliegen juristisch vertrat, denn in Münster war kein Rechtsanwalt dazu bereit. So beauftragten sie Günter Weigand, seines Zeichens ein selbsternannter Sozialanwalt, der mit seinen Bemühungen um Gerechtigkeit arge Probleme bekommt und sozusagen in ein „Wespennest sticht“. Der Film schildert die Geschehnisse um Weigand was was ihm dabei alles widerfährt sowie die Reaktion der Öffentlichkeit.

## Hintergrund
Die Erstausstrahlung beider Teile erfolgte hintereinander am 22. August 1965 und wurde nur durch eine Nachrichtensendung unterbrochen.
Die Dramaturgie hatte Wolfgang Teichmann und für das Szenenbild zeichnet Günter Broberg verantwortlich.

## Zeitungsartikel (Auswahl)
- “Funk und Fernsehen der DDR”, Nr. 35/1965, Seite 15